# District de Belize
Le district de Belize est un des districts du Belize, sa capitale qui est également la plus grande ville du pays est Belize City. On trouve dans le district les villes de Hattieville, Ladyville, San Pedro et Caye Caulker ; les villages de Burrel Boom, Crooked Tree, et Gales Point ; ainsi que Rockstone Pond.
Selon le recensement de l'an 2010, le district de Belize avait une population de 69 041 habitants.
Le district de Belize comprend les sanctuaires naturels de Crooked Tree et de Monkey Bay, le Zoo National de Belize (à 45 km à l'ouest de Belize City), ainsi que les anciennes ruines Maya de Altun Ha.
Le district de Belize au centre-est de Belize ; il comprend de nombreuses îles situées au large du Belize, comme Caye Ambergris, Caye Caulker, Saint George's Caye et Goff's Caye. Ambergris Caye et Caye Caulker sont considérées comme des destinations touristiques majeures au niveau national.

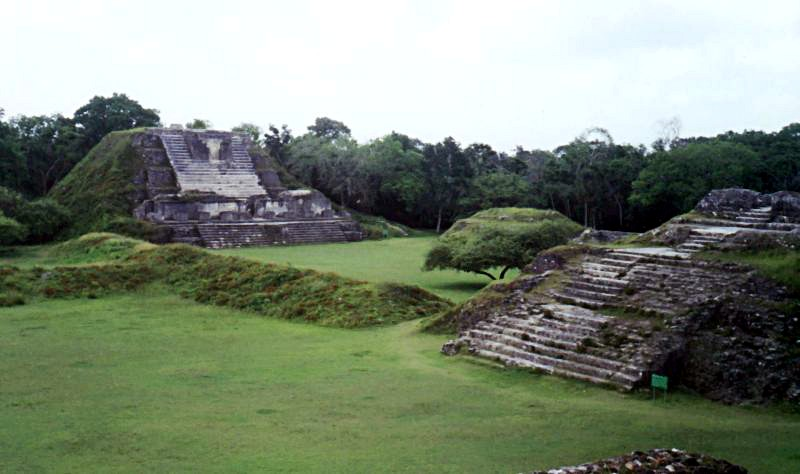
Altun Ha, site archéologique.